# Calliostoma aurora
Calliostoma aurora is een slakkensoort uit de familie van de Calliostomatidae. De wetenschappelijke naam van de soort is voor het eerst geldig gepubliceerd in 1888 door Dall.